# Solieria nigra
Solieria nigra là một loài ruồi trong họ Tachinidae.